# Pays-Bas aux Jeux olympiques d'hiver de 1972
Les Pays-Bas participent aux Jeux olympiques d'hiver de 1972, organisés à Sapporo au Japon. Cette nation prend part aux Jeux olympiques d'hiver pour la neuvième fois en onze éditions. La délégation néerlandaise, formée de 11 athlètes (5 hommes et 6 femmes), obtient neuf médailles (quatre d'or, trois d'argent et deux de bronze) et se classe au quatrième rang du tableau des médailles.

## Médaillés
| Medal                               | Name                 | Sport               | Event                |
| ----------------------------------- | -------------------- | ------------------- | -------------------- |
| Médaille d'or, Jeux olympiques      | Ard Schenk           | Patinage de vitesse | 1 500 mètres hommes  |
| Médaille d'or, Jeux olympiques      | Ard Schenk           | Patinage de vitesse | 5 000 mètres hommes  |
| Médaille d'or, Jeux olympiques      | Ard Schenk           | Patinage de vitesse | 10 000 mètres hommes |
| Médaille d'or, Jeux olympiques      | Stien Baas-Kaiser    | Patinage de vitesse | 3 000 mètres femmes  |
| Médaille d'argent, Jeux olympiques  | Kees Verkerk         | Patinage de vitesse | 10 000 mètres hommes |
| Médaille d'argent, Jeux olympiques  | Atje Keulen-Deelstra | Patinage de vitesse | 1 000 mètres femmes  |
| Médaille d'argent, Jeux olympiques  | Stien Baas-Kaiser    | Patinage de vitesse | 1 500 mètres femmes  |
| Médaille de bronze, Jeux olympiques | Atje Keulen-Deelstra | Patinage de vitesse | 1 500 mètres femmes  |
| Médaille de bronze, Jeux olympiques | Atje Keulen-Deelstra | Patinage de vitesse | 3 000 mètres femmes  |